# Snowpiercer (série télévisée)
Cet article concerne la série télévisée. Pour le film, voir Snowpiercer, le Transperceneige.
Snowpiercer, ou Le Transperceneige au Québec, est une série télévisée dystopique et post-apocalyptique américaine créée par Josh Friedman et Graeme Manson, dont les trois premières saisons ont été diffusées entre le 17 mai 2020 et le 28 mars 2022 sur TNT. Il s'agit de l'adaptation de la bande dessinée française Le Transperceneige de Jacques Lob,  Benjamin Legrand et Jean-Marc Rochette (1982), déjà adaptée en long métrage :Snowpiercer, le Transperceneige (설국열차) de Bong Joon-ho (2013).
Dans les pays francophones, la série est proposée depuis le 25 mai 2020 sur Netflix.

## Synopsis
Sept ans après que le monde est devenu une vaste étendue glacée, les survivants ont trouvé refuge dans un train toujours en mouvement conçu par Joseph Wilford et dont la motrice est surnommée la "Sainte Loco". Fonctionnant sur le principe théorique du mouvement perpétuel et initialement composé de 1 001 wagons, l'engin fait le tour du monde (circumnavigation) à toute vitesse, à raison de 2,7 révolutions par année « solaire »[à vérifier]. Les ingénieurs, menés par Melanie Cavill, dirigent le train, tandis que Ruth Wardell est chargée de prendre soin des passagers privilégiés. À bord, la guerre des classes, l’injustice sociale et la politique interne sèment le trouble.
Quand un corps est retrouvé émasculé dans la troisième classe du train, l'ancien policier Andre Layton (Daveed Diggs), un "sans-ticket", est chargé d'enquêter. Il se révèle en leader révolutionnaire lorsque les tensions entre les classes explosent : la série explore le déroulement de ces luttes pour la direction à donner au train, dans tous les sens du terme.

## Distribution

### Acteurs principaux
- Jennifer Connelly (VF : Dominique Vallée) : Melanie Cavill
- Daveed Diggs (VF : Jean-Baptiste Anoumon) : Andre Layton
- Mickey Sumner (VF : Julie Turin) : Bess Till
- Alison Wright (VF : Natacha Muller) : Ruth Wardell
- Lena Hall (VF : Christèle Billault) : Miss Audrey
- Iddo Goldberg (VF : Glen Hervé) : Bennett « Ben » Knox
- Katie McGuinness (VF : Marie Zidi) : Josie Wellstead
- Sam Otto (en) (VF : Simon Koukissa-Barney) : John « Oz » Osweiler
- Sheila Vand (VF : Camille Donda) : Zarah Ferami
- Roberto Urbina (es) (VF : Jérémy Bardeau) : Javier « Javi » de la Torre
- Mike O'Malley (VF : Guillaume Bourboulon) : Sam Roche
- Rowan Blanchard (VF : Kelly Marot) : Alexandra Cavill (depuis la saison 2, invitée saison 1)[2]
- Sean Bean (VF : François-Éric Gendron) : Joseph Wilford[3] (depuis la saison 2, invité saison 1 : voix uniquement)
- Archie Panjabi (VF : Isabelle Volpe) : Asha (saison 3)
- Chelsea Harris (VF : Catherine Desplaces) : Sykes (saison 3, récurrente saison 2)
- Clark Gregg : Amiral Milius (saison 4)
- Michael Aronov (en) : Dr. Nima Rousseau (saison 4) [4]

### Anciens acteurs principaux
- Susan Park (VF : Catherine Desplaces) : Jinju Seong (saison 1)
- Jaylin Fletcher (VF : Dorothée Pousséo) : Miles (saison 1, invité saisons 2 et 3)
- Steven Ogg (VF : Éric Aubrahn) : Pike (saisons 2 et 3, récurrent saison 1)[5]
- Annalise Basso (VF : Nastassja Girard) : Lilah « LJ » Folger Jr. (saisons 1 à 3)

### Acteurs récurrents
- Aleks Paunovic (en) (VF : Didier Cherbuy) : Bojan Boscovic
- Aaron Glenane (VF : Laurent Morteau) : Murray, le dernier Australien
- Shaun Toub (VF : Emmanuel Gradi) : Terence
- Brent Stait (VF : Jérôme Rebbot) (1re voix, saison 1) puis (VF : Philippe Valmont) (2e voix, saison 2) : Jakes Carter
- Fiona Vroom (VF : Nathalie Bleynie) : Miss Gillies
- Ian Collins (VF : Vincent de Bouard) : Tristan
- Manoj Sood (en) (VF : Didier Cherbuy) : Rajiv Sharma[6]
- Damian Young (VF : Ludovic Baugin) : M. Headwood (saison 2)
- Sakina Jaffrey (VF : Anne Plumet) : Mme Headwood (saison 2)
- Tom Lipinski (VF : Yann Guillemot) : Kevin McMahon (saison 2)
- Andre Tricoteux (VF : Philippe Valmont) : Icy Bob (saison 2)
- Georgina Haig (VF : Isabelle Volpe) : Emilia (saison 2)
- Elaine Kao : Anne Roche (saison 2)

### Anciens acteurs récurrents
- Vincent Gale (VF : Philippe Valmont) (1re voix) puis (VF : Jérôme Rebbot) (2e voix) : Robert Folger (saison 1)
- Kerry O'Malley (VF : Ariane Deviègue) : Lilah Folger (saison 1)
- Timothy V. Murphy (en) (VF : Didier Cherbuy) : le commandant Nolan Grey (saison 1, invité saison 2)
- Happy Anderson (VF : Philippe Valmont) : Dr Henry Klimpt (saison 1)
- Matt Murray (VF : Vincent de Bouard) : Erik (saison 1)
- Jonathan Lloyd Walker (en) : Big John (saison 1)
- Yee Jee Tso (VF : Vincent de Bouard) : York (saison 1)
- Stephen Lobo (VF : Didier Cherbuy) (1re voix) puis (VF : Ludovic Baugin) (2e voix) : Martin Colvin (saison 1)
- Bryan Terrell Clark (VF : Mike Fedée) : Pasteur Logan (saison 2)

### Invités
- Michel Issa Rubio[7] (VF : Vincent de Bouard) (2e voix) : Santiago
- Miranda Edwards : Lights[8]
- Benjamin Charles Watson : Brakeman Fuller[9]

- Version française

- Société de doublage : Imagine[10]
- Direction artistique : Catherine Brot[10]
- Adaptation des dialogues : Sophie Deschaumes et Marc Séclin[11]

 Source et légende : version française (VF) sur RS Doublage

## Production

### Développement
Le 19 janvier 2021, une semaine avant la première de la deuxième saison, TNT a renouvelé la série pour une troisième saison.
Le 29 juillet 2021, avant la première de la troisième saison, TNT a renouvelé la série pour une quatrième saison.
En juin 2022 est annoncé l'arrêt de la série après la quatrième saison.
En janvier 2023, le président de Warner Bros. Discovery confirme que la quatrième saison ne sera pas diffusée sur TNT, et les producteurs cherchent un autre diffuseur.
AMC est intervenue pour sauver la série , en diffusant la saison finale le 21 juillet 2024.

### Attribution des rôles
La quatrième saison devrait voir Graeme Manson remplacé par Paul Zbyszewski.

### Tournage
En janvier 2017, on annonce que le tournage est prévu en mi-mars de cette année. Le 25 septembre, le réalisateur du pilote Scott Derrickson déclare que le tournage vient de commencer officiellement,. En août 2018, le pilote est à revoir et supervisé par le nouveau réalisateur James Hawes : le tournage débute à Vancouver en Colombie-Britannique et se conclut en janvier 2019.
Le tournage de la seconde saison débute le 21 octobre 2019 à Langley dans la même province et devait s’achever le 20 mars 2020. En mars 2020, le tournage s'interrompt à cause de la pandémie de Covid-19.
Le tournage de la troisième saison a débuté en fin mars 2021 et s'est terminé en juillet 2021.
Le tournage de la quatrième saison a débuté fin mars 2022 et s'est terminé le 6 aout 2022, mais la diffusion a été mise en pause jusqu'en juillet 2024 à la suite de l'annulation par TNT.

## Fiche technique
- Titre original et français : Snowpiercer
- Titre québécois : Le Transperceneige
- Création : Josh Friedman
- Casting : Wittney Horton
- Réalisation : James Hawes, Sam Miller, Helen Shaver, Frederick E.O. Toye, David Frazee, Leslie Hope, Clare Kilner, Rebecca Rodriguez, Christoph Schrewe et Everardo Gout
- Scénario : Graeme Manson, Tina de la Torre, Aubrey Nealon, Donald Joh, Bong Joon-ho, Chinaka Hodge, Hiram Martinez, Zak Schwartz, Kiersten Van Horne et Josh Friedman, d'après l'histoire de Bong Joon-ho basée sur la bande dessinée française Le Transperceneige de Jacques Lob et Jean-Marc Rochette (1982)
- Musique : Bear McCreary
- Direction artistique : Paul Alix, Thomas P. Wilkins et Gwendolyn Margetson
- Décors : Barry Robison et Stephen Geaghan
- Costumes : Caroline Cranstoun et Cynthia Ann Summers
- Photographie : John Grillo
- Montage : Jay Prychidny
- Production : Jiwon Park, Alissa Bachner, Mackenzie Donaldson et Holly Redford

Production déléguée : Scott Derrickson, Bong Joon-ho, Dooho Choi, Miky Lee, Tae-Sung Jeong, Lee Tae-hun, Park Chan-wook, Matthew O'Connor, Marty Adelstein, Becky Clements, James Hawes et Graeme Manson
- Sociétés de production : CJ Entertainment, Dog Fish Films et Tomorrow Studios
- Sociétés de distribution : TNT ; Netflix
- Pays d'origine :  États-Unis
- Langue originale : anglais
- Format : couleur
- Genre : science-fiction post-apocalyptique, dystopie
- Durée : 51 minutes
- Dates de diffusion :
  - États-Unis : 17 mai 2020 sur TNT
  - Monde : 25 mai 2020 sur Netflix

## Épisodes

### Première saison (2020)
1. D'abord, le temps changea (First, the Weather Changed)
2. On se tient prêts (Prepare to Brace)
3. L'Accès est la liberté (Access Is Power)
4. Sans leur créateur (Without Their Maker)
5. La Justice n'est jamais montée (Justice Never Boarded)
6. Les Problèmes viennent d'où on ne les attend pas (Trouble Comes Sideways)
7. L'Univers est indifférent (The Universe Is Indifferent)
8. Ce sont ses révolutions (These Are His Revolutions)
9. Le Train réclamait du sang (The Train Demanded Blood)
10. 994 wagons de long (994 Cars Long)

### Deuxième saison (2021)
Elle est diffusée du 25 janvier au 29 mars 2021 sur TNT et le lendemain sur Netflix.
1. L'Heure des deux locos (The Time of Two Engines)
2. La Vie qui couve (Smolder to Life)
3. Une grande odyssée (A Great Odyssey)
4. Un simple échange (A Single Trade)
5. Garder espoir (Keep Hope Alive)
6. Loin du Transperceneige (Many Miles from Snowpiercer)
7. La Réponse universelle (Our Answer for Everything)
8. L'Ingénieur éternel (The Eternal Engineer)
9. Le Spectacle doit continuer (The Show Must Go On)
10. Dans l'inconnu (Into the White)

### Troisième saison (2022)
Elle est diffusée du 24 janvier au 28 mars 2022 sur TNT et le lendemain sur Netflix.
1. La Tortue et le Lièvre (The Tortoise and the Hare)
2. Résister ou partir (The Last to Go)
3. Le Premier Coup (The First Blow)
4. Liés par une voie (Bound by One Track)
5. Une nouvelle vie (A New Life)
6. Né pour souffrir (Born to Bleed)
7. Ouroboros (Ouroboros)
8. Tout peut s'arranger (Setting Itself Right)
9. Notre repère (A Beacon for Us All)
10. Les Pécheurs originels (The Original Sinners)

### Quatrième saison (2024)
Cette dernière saison est diffusée depuis le 21 juillet 2024 au 22 septembre 2024 sur AMC.
1. Des serpents dans le jardin (Snakes in the Garden)
2. L'aiguille de la survie (The Sting of Survival)
3. Source de vie (Life Source)
4. Étoile du Nord (North Star)
5. L'ingénieur (The Engineer)
6. Etre assez brave (Bell the Cat)
7. Un papillon de nuit (A Moth to a Flame)
8. Par la Croix pleureuse (By Weeping Cross)
9. Sentiers dominants (Dominant Trails)
10. Last Stop